# Livonir Ruschel
Livonir Ruschel (født 2. juli 1979) er en brasiliansk fodboldspiller.